# This Boy
"This Boy" é uma canção composta por John Lennon e creditada a Lennon/McCartney. Foi gravada pela banda britânica The Beatles e lançada no Reino Unido como lado B do single "I Want To Hold Your Hand". No Brasil, a canção foi lançada em 1964 num compacto duplo e em 1965 como lado B do compacto "Ticket to Ride". É uma das canções da banda favoritas de George Harrison.